# Нарцистично личностно разстройство
Нарцистично личностно разстройство или Нарцистично личностово разстройство (НЛР) е личностно разстройство, дефинирано от Диагностичния и статистически наръчник на психичните болести (диагностична класификационна система, използвана в САЩ) като „широко разпространен модел на величественост, нужда от възхищение и липса на емпатия“.
Нарцистичния човек е описван като по-скоро обърнат навътре за удоволствие, отколкото като зависим от другите и бидейки прекомерно зает с неща като лична адектватност, сила и престиж. Нарцистичното личностно разстройство е близко свързано с егоцентризма. Също разговорно е свързано с „божествения комплекс“.

## Класификации
DSM-IV разделя личностните разстройства на три класа, базирани на прилики в симптомите. Това разделяне категоризира нарцистичното личностно разстройство като клас „B“ личностно разстройство. Тези личностни разстройства имат общо в прекомерното чувства за лична значимост. Също в този клас са емоционално нестабилната личност, хистеричното разстройство на личността и диссоциалното разстройство на личността.
МКБ 10 (Международна класификация на болестите, публикувана от СЗО в Женева през 1992) разглежда нарцистичното личностно разстройство като „личностностно разстройство, което не пасва на нито едно специфична рубрика“. Препраща го към категорията, позната като „Други специфични личностни разстройства“.

## Нарцисизъм
Нарцисизмът като разстройство е характеристика на личността, която се проявява в надценено ниво на самочувствие и възприемане себе си и на своите качества от изключителна гледна точка, която често не съответства на реалността.
Нарцисизмът (НЛР) е еднакво често срещан сред мъжете и жените.
Терминът „злокачествен нарцисизъм“ е записан от Ерих Фром, който го нарича „тежко душевно заболяване, което изразява квинтесенцията на злото“.

## Нарцисистът и правната санкция
Нарцисът е „опериран“ от чувство за вина – като лична себеоценка, но не и в съдебнопсихиатричния смисъл, където осъзнава своите действия и желае настъпване на техните опасни последици.
Способен е да манипулира фактите така, че да бъдат нагодени за собствените му цели и имидж, които желае да покаже пред света.
Според психологическия въпросник на Робърт Хеър – инструмент за диагностициране на психопатологичното разстройство, нарцисът би използвал своята харизма, способност за манипулация, заплахи, избирателно сексуално поведение и психическо и физическо насилие, за да контролира другите и да постигне целите си.
Нарцистичната ярост може да се изразява в крясъци, пасивна агресия, рушене, побой и в крайни случаи – дори убийство. Въпреки че невинаги е престъпник, проучвания показват, че до 25 % от затворниците отговарят на диагностичните критерии за психопатия. Често точно тези престъпници статистически имат по-голям шанс да бъдат освободени предсрочно.